# متزنیله
متزنیله (به ایتالیایی: Mezzenile) یک کومونه در ایتالیا است که در استان تورین واقع شده‌است.

## خصوصیات
متزنیله ۲۸٫۹ کیلومترمربع مساحت و ۸۴۴ نفر جمعیت دارد و ۶۵۴ متر بالاتر از سطح دریا واقع شده‌است.